# Q
Q, q (gọi là "quy" - /kwi/ theo tiếng Pháp hoặc "kiu" - /kju/ theo tiếng Anh) là chữ cái thứ 17 trong phần nhiều bảng chữ cái dựa trên Latinh và là chữ thứ 21 trong chữ cái tiếng Việt. Trong tiếng Việt Q luôn luôn đi trước U tạo thành cặp chữ QU, dùng cho âm /kw/, gần giống âm của cặp chữ ...CO và ...KO nếu sau nó là một nguyên âm A hoặc E. Liên kết QU cũng thường xảy ra trong các ngôn ngữ thuộc nhóm German và nhóm Rôman: trong tiếng Anh và tiếng Đức dùng cho âm /kw/; trong tiếng Pháp, tiếng Tây Ban Nha, tiếng Ý... dùng cho âm /k/.
- Trong bảng mã ASCII dùng ở máy tính, chữ Q hoa có giá trị 81 và chữ q thường có giá trị 112.
- Trong hóa sinh học, Q là ký hiệu của glutamin.
- Trong toán học, {\displaystyle \mathbb {Q} } chỉ tập hợp các số hữu tỉ.
- Trong Hoá Học Q là một trong hai chữ cái không có trong bảng tuần hoàn các nguyên tố hoá học.
- Trong môn cờ vua, Q là ký hiệu để ghi quân Hoàng hậu (Queen).
- Trong bộ bài Tây, Q là một lá bài có in hình hoàng hậu, viết tắt cho Queen.
- Theo mã số xe quốc tế, Q được dùng cho Qatar.
- Q được gọi là Quebec trong bảng chữ cái âm học NATO.